# 石河子地区
石河子地区，是新疆维吾尔自治区已经撤销的地区行政公署。

## 历史
1976年1月2日，中华人民共和国国务院批准设立石河子地区，将石河子市和塔城地区沙湾县、昌吉回族自治州玛纳斯县划归石河子地区领导。
1978年8月5日，中华人民共和国国务院批准撤销石河子地区。石河子市改由自治区直辖，沙湾县划归塔城地区，玛纳斯县划归昌吉回族自治州。